# Downmix
Als Downmix wird im Bereich der Tontechnik ein manuelles oder automatisches Verfahren bezeichnet, bei dem der Ton eines Mehrkanal-Tonformats zu einer Fassung mit weniger unabhängigen Kanälen zusammengefasst wird. In den meisten Fällen ist dies eine Stereo-Fassung.
Hierbei gehen die Richtungsinformationen, die in der Konfiguration mit mehreren Lautsprechern vorhanden sind (vor allem natürlich die meist benutzte Vorne-Hinten-Dimension), zum Teil verloren.
Notwendig wird ein Downmix, wenn ein ausschließlich mehrkanalig vorliegender Ton auf einem Wiedergabesystem ausgegeben wird, das eine geringere Anzahl an Lautsprechern besitzt als das Original.
Typisches Beispiel ist die Wiedergabe eines mehrkanaligen Tons von DVD auf einem Stereo-Fernseher. Ein Downmix von Stereo auf Mono ist unter anderem notwendig, um an einseitiger Taubheit leidenden Menschen zu begegnen, denen jeweils ein Kanal über Kopfhörer ansonsten vorbehalten bliebe.